# Sušanj Cesarički
Sušanj Cesarički is een plaats in de gemeente Karlobag in de Kroatische provincie Lika-Senj. De plaats telt 13 inwoners (2001).